# Pseudocordylus microlepidotus
Espèce
Synonymes
- Cordylus microlepidotus Cuvier, 1829
- Cordylus fasciatus Smith, 1838

Statut CITES
Pseudocordylus microlepidotus est une espèce de sauriens de la famille des Cordylidae.

## Répartition

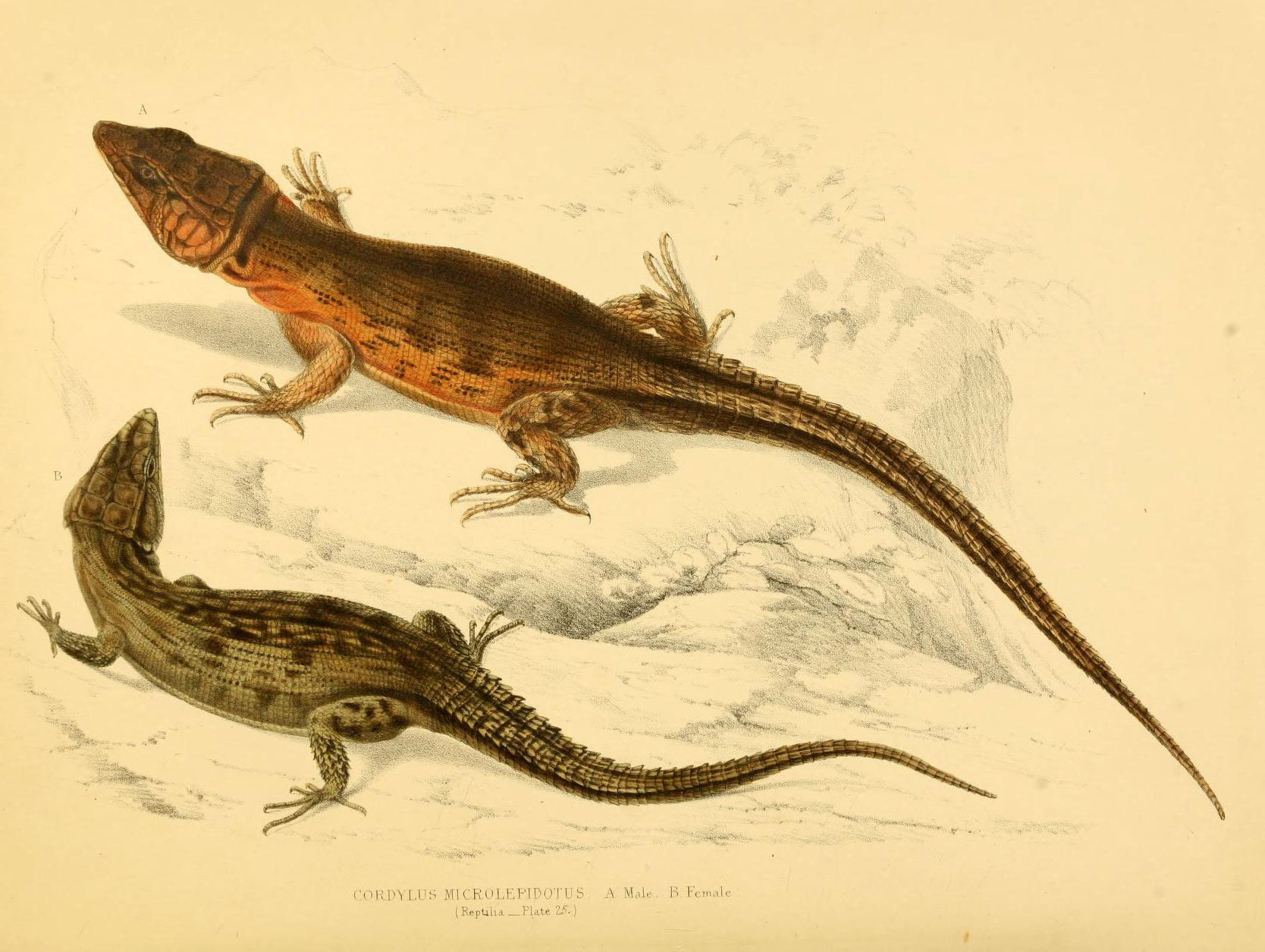

Cette espèce est endémique d'Afrique du Sud. Elle se rencontre dans le Cap-du-Nord, le Cap-Occidental et le Cap-Oriental.

## Liste des sous-espèces
Selon The Reptile Database (15 juillet 2012) :
- Pseudocordylus microlepidotus fasciatus (Smith, 1838)
- Pseudocordylus microlepidotus microlepidotus (Cuvier, 1829)
- Pseudocordylus microlepidotus namaquensis Hewitt, 1927

## Publications originales
- Cuvier, 1829 : Le Règne Animal distribué, d'après son organisation, pour servir de base à l'Histoire Naturelle des Animaux et d'introduction à l'Anatomie Comparé. Nouvelle Édition. Les Reptiles. Déterville, Paris, vol. 2, p. 1-406 (texte intégral)
- Smith, 1838 : Contributions to South African zoology. Art. VI. Annals And Magazine Of Natural History, ser. 1, vol. 2, p. 30-33 (texte intégral).
- Hewitt, 1927 : Further descriptions of reptiles and batrachians from South Africa. Records of the Albany Museum, Grahamstown, vol. 3, n. 5, p. 371-415.